# Piaf (film din 1974)
Piaf (titlul original: în franceză Piaf)  este un film gen dramă-biografică despre cântăreața Édith Piaf, realizat în 1974 de regizorul francez Guy Casaril, după romanul omonim scris de Simone Berteaut, prietena cântăreței. Este un film dramatic, despre anii tinereții și a perioadei de formare a ei. Protagoniști filmului sunt actorii Brigitte Ariel, Pascale Christophe, Guy Tréjan, Pierre Vernier.

## Conținut
Într-o noapte rece din decembrie 1915, o femeie naște pe trotuarul unei străzii pariziene. Ea va înfășura fetița nou-născută în mantia unui polițist atras de plânsul copilei și îi dă numele de Édith... 

## Distribuție
- Brigitte Ariel - Édith Piaf
- Pascale Christophe - Momone, prietena ei
- Guy Tréjan - Louis Leplée, proprietar de cabaret
- Pierre Vernier - Raymond Asso, impresar
- Jacques Duby - Julien
- Anouk Ferjac - Madeleine
- Sylvie Joly - Lulu
- Michel Dupleix
- Louisette Hautecoeur
- Kenneth Welsh
- Nicole Pescheux
- François Dyrek
- Michel Bedetti
- Michel Leroy
- Valerie Obadia - Édith Piaf copil